# ZNF8
ZNF8‏ (Zinc finger protein 8) هوَ بروتين يُشَفر بواسطة جين ZNF8 في الإنسان.